# Drew Kunin
Drew Kunin é um sonoplasta americano. Como reconhecimento, foi nomeado ao Oscar 2016 na categoria de Melhor Mixagem de Som|Melhor Edição de Som por Bridge of Spies.